# Hohenhameln
Hohenhameln – gmina samodzielna (niem. Einheitsgemeinde) w niemieckim kraju związkowym Dolna Saksonia, w powiecie Peine.

## Geografia
Hohenhameln położone jest ok. 15 km na południowy zachód od miasta Peine, na trasie drogi krajowej B494.

## Dzielnice
W skład gminy wchodzą następujące dzielnice:
| - Bierbergen - Bründeln - Clauen - Equord - Harber | - Mehrum - Ohlum - Rötzum - Soßmar - Stedum (Bekum) |

## Współpraca
- Brandis, Saksonia
- Loppersum, Holandia
- gmina Unisław, Polska